# Etilendiamina

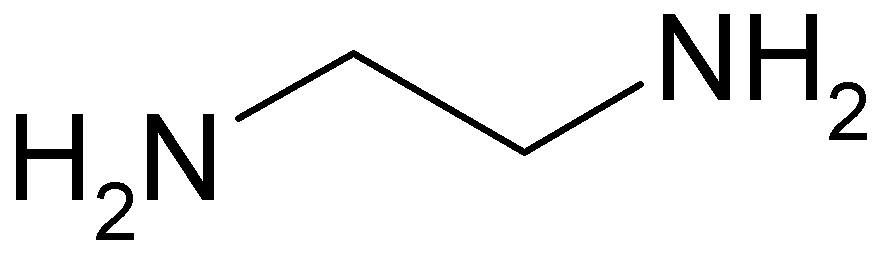

La etilendiamina es un líquido incoloro con olor a amoníaco que se disuelve en el agua formando una disolución de pH básico. Sus vapores más pesados que el aire son inflamables y pueden producir mezclas explosivas con el aire.

## Aplicaciones
La etilendiamina se utiliza como ligando quelante y en la síntesis de la EDTA. Es un ligando bidentado que utiliza el par de electrones que hay sobre cada Nitrógeno para quelar cationes metálicos.

## Toxicología
La etilendiamina es irritante en contacto con la piel, al inhalar los vapores o en contacto con ojos y las mucosidades. Al ingerirlo daña riñones e hígado.